# Topolino vince il bandito
Topolino vince il bandito (The Cactus Kid) è il titolo del diciottesimo cortometraggio di Topolino, il terzo del 1930.
Uscito l'11 aprile 1930. È il primo cartone di Topolino in cui Pietro Gambadilegno compare con la protesi alla gamba (non considerando le precedenti apparizioni come orso che Pietro aveva fatto nei cortometraggi di Alice e di Oswald il coniglio fortunato).

## Trama
Siamo nel selvaggio West e Topolino si sta recando al saloon per prendere un drink dalla bella Minnie.
Entrato si mette a ballare, ma per sbaglio tira il naso a Minnie che lo picchia e lo manda a suonare il pianoforte; ma poco dopo fa irruzione Pietro Gambadilegno che si mette subito ad importunare Minnie.
Topolino accorre e fronteggia il nemico che, con l'inganno, spegne la luce e ne approfitta per fuggire via con Minnie.
Topolino lo insegue a cavallo e riesce a far fermare il mulo di Pietro che fa precipitare, per il brusco arrestamento, il suo padrone.
Atterrato Pietro riceve un enorme masso in testa che lo rende simile ad una fisarmonica e si allontana; finalmente Topolino e Minnie possono stare insieme.